# Magyargyerőmonostor
Magyargyerőmonostor (románul Mănăstireni, németül Ungarisch Klosterdorf/Deutsch Klosterdorf) az azonos nevű község központja Romániában Kolozs megyében. Egyike annak a 14 településnek, amelyek a megyében  GMO-mentes régiót alakítottak.

## Fekvése
Bánffyhunyadtól 14 km-re délkeletre fekszik.

## Története
Magyargyerőmonostor Bánffyhunyadtól mintegy 18 km-re fekszik délnyugat Irányban, ott, ahol a Vigyázó és a Meszes hegység keleti nyúlványai a Gyalui-havasok északi lejtőivel találkoznak. Kalotaszeg egyik legdélibb pontja ez a magas fekvésű (750 m) hegyvidéki falu. Tőle délebbre a Mócvidék szétszórt havasi települései kezdődnek.  Történetéről a XIII. sz.-tól fennmaradt okleveles adatok nyújtanak némi tájékoztatást. A XIII. sz. elején a falut körülölelő magaslatok déli oldalán feltehetően Szent-Benedek-rendi apátságot alapított a Kalota nemzetség Gerő ága. Az apátságot 1241 -ben feldúlták a tatárok, de később újra helyreállt egy földesúri donáció nyomán (Bunyitai Vince 1883-84.11.353). A falut, mely a monostorról kapta a nevét, 1241-ben a tatárok kirabolják (Rogerius IV.T.319).
1910-ben 2197, többségben román lakosa volt, jelentős magyar 
kisebbséggel. A trianoni békeszerződésig Kolozs vármegye Bánffyhunyadi járásához tartozott.
1992-ben társközségeivel együtt 2227 lakosából 1949 román, 222 magyar és 56 cigány volt.
A báró Kemény család egykori birtoka volt.
2011-ben a falu lakossága 532 fő, ebből 356 román, 153 magyar. A beosztott falvakkal együtt 1481 fő lakta.

## Látnivalók
- Kornis-kúria
- Református templom

## Híres emberek
- Itt halt meg 1872-ben Hory Farkas, haláláig a falu lelkésze, költő, Hory Etelka és Hory Béla apja.
- Itt született 1843-ban Gyarmathy Zsigáné, Hory Etelka írónő, a kalotaszegi népi hagyományok gyűjtője.
- Itt született 1802-ben Debreczeni Márton költő.

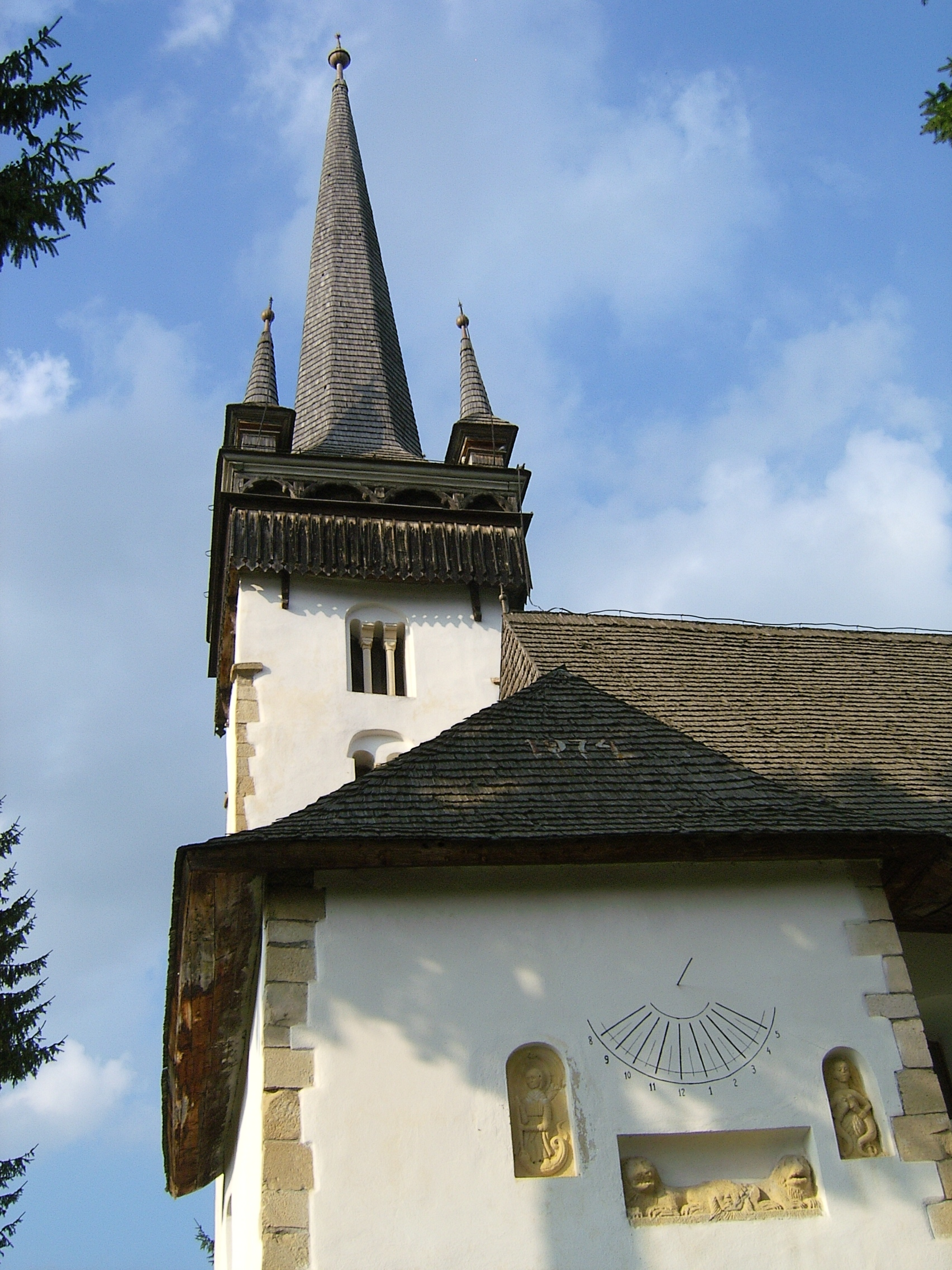
Magyargyerőmonostor református temploma